# Гвардеец (футбольный клуб)
«Гвардеец» (укр. Гвардієць) — крымский футбольный клуб из села Скворцово. Команда основана в 2010 году.

## История
Футбольная команда в посёлке Гвардейское существует с начала 1960-х годов. «Гвардеец» — одна из старейших любительских футбольных команд Крыма, долгое время она выступала в чемпионатах Симферопольского района. В середине XX века участвовала в чемпионате Крыма. Команда становилась победителем Кубка АРК Агрокапитал.
В 2010 году при поддержке компании
«Скворцово» и её владельца Виталия Полищука был создан футбольный клуб «Гвардеец». Началась реконструкция поселкового стадиона, на котором команда играла на первенство района (было улучшено поле, раздевалки и места для болельщиков).
В команде стали работать такие тренеры как Владислав Мальцев, Александр Шеметев, Сергей Леженцев и Владимир Причиненко. Главным тренером стал Владислав Мальцев, а менеджером — Павел Чичкин. В начале года команда участвовала в турнирах по мини-футболу и завоёвывала награды разного достоинства. Также «Гвардеец» играл в товарищеских матчах с командами Первой и Второй лиг Украины.
Главный тренер в своём дебютном сезоне в чемпионате Крыма сделал ставку на опытных игроков, которых знал по учёбе в Крымском высшем училище олимпийского резерва и по игре в молодёжном составе «Таврии»: Алексей Храмцов, Александр Богач, Сергей Ветренников, Эльдар Ибрагимов, Заур Мамутов, Александр Рачиба, Юрий Донюшкин и Дмитрий Петренко. Также в команде были и молодые игроки — Евгений Прокопенко, Вадим Хайсанов и Самвел Сафарян.
В своём первом сезоне в чемпионате Крыма-2010 «Гвардеец» стал серебряным призёром первенства, уступив лишь 2 очка красноперекопскому «Химику». В сезоне-2011 «Гвардеец» победил в чемпионате Крыма. В 22-х турах клуб выиграл 16 матчей, 4 свёл к ничьей и лишь 2 проиграл с одинаковым счётом 1:2 («Химику» и «Агрокапиталу»).
В 2011 году команда также заявилась для участия в любительском Кубке Украины. В предварительном раунде «Гвардеец» обыграл «Совиньон» из посёлка Таирово Одесской области по сумме двух матчей (1:1 и 4:3 по пенальти). В 1/8 финала выиграла у новотроицкой «Таврии» (7:1 по сумме двух матчей). В четвертьфинале любительского Кубка Украины «Гвардеец» из-за двух технических поражений «Колоса» из Хлебодаровки прошёл дальше.
В полуфинале по сумме двух матчей команда из Гвардейского обыграла «Новую жизнь» из Андреевки Полтавской области (1:0). В финале, который состоял из двух матчей, «Гвардеец» уступил «Буче» из одноимённого города (2:7) — команде, которая, по сути, являлась сборной Киевской области. Как финалист любительского Кубка, «Гвардеец» получил право выступать в Кубке Украины-2012/13.

## Состав
| 1  | Флаг России  | Вр  | Мухарбек Бураев     | 1997 |  |  |  |  |
| 55 | Флаг России  | Вр  | Игорь Жуков         | 2003 |  |  |  |  |
| 12 | Флаг России  | Вр  | Олег Прокошин       | 1994 |  |  |  |  |
| 55 | Флаг России  | Вр  | Виталий Троцкий     | 1997 |  |  |  |  |
|    |              |     |                     |      |  |  |  |  |
| 4  | Флаг России  | Защ | Арсен Кайтов        | 1989 |  |  |  |  |
| 3  | Флаг России  | Защ | Петр Опарин         | 1991 |  |  |  |  |
| 2  | Флаг России  | Защ | Никита Попов        | 1999 |  |  |  |  |
| 15 | Флаг России  | Защ | Батрадз Тедеев      | 1995 |  |  |  |  |
| 15 | Флаг России  | Защ | Алексей Фахрутдинов | 1999 |  |  |  |  |
| 27 | Флаг России  | Защ | Дмитрий Чунинский   | 2000 |  |  |  |  |
| 8  | Флаг Украины | Защ | Антон Шендрик       | 1986 |  |  |  |  |
|    |              |     |                     |      |  |  |  |  |

| 17 | Флаг России  | ПЗ  | Валерий Дзёнь        | 2000 |  |  |  |  |
| 11 | Флаг России  | ПЗ  | Амет Дугу            | 1998 |  |  |  |  |
| 22 | Флаг России  | ПЗ  | Игорь Дудов          | 1994 |  |  |  |  |
| 14 | Флаг России  | ПЗ  | Егор Поддячий        | 1991 |  |  |  |  |
| 16 | Флаг России  | ПЗ  | Максим Приходной     | 1992 |  |  |  |  |
| 7  | Флаг Украины | ПЗ  | Никита Филатов       | 1992 |  |  |  |  |
| 9  | Флаг России  | ПЗ  | Данила Хахалев       | 1997 |  |  |  |  |
| 19 | Флаг России  | ПЗ  | Игорь Чембаров       | 1993 |  |  |  |  |
|    |              |     |                      |      |  |  |  |  |
| 20 | Флаг России  | Нап | Дмитрий Жабин        | 2000 |  |  |  |  |
| 25 | Флаг России  | Нап | Андрей Зборовский    | 1986 |  |  |  |  |
| 14 | Флаг России  | Нап | Абдурашидбек Тохиров | 2001 |  |  |  |  |

## Руководство
- Президент — Игорь Полищук Начальник команды — Игорь Изотов

## Тренеры
- 2010—2021 — Владислав Мальцев
- 2021—н. в. — Максим Старцев

## Достижения
Чемпионат Крыма:
- Победитель (3): 2011, 2012, 2013, 2014
- Серебряный призёр (1): 2010

Кубок Крыма:
- Победитель: 2013, 2014
- Финалист: 2012, 2015, 2019

Всекрымский турнир:
- Серебряный призёр (1): 2015

Открытый Чемпионат Республики Крым
- Чемпион (1): 2016/17
- Серебряный призёр (3): 2015/16, 2017/18, 2020/21

## История выступлений
| Сезон                    | Лига               | Лига  | Лига | Лига | Лига | Лига | Лига | Лига | Лига | Лига           | Кубок КФС | Источники     |
| Сезон                    | Дивизион           | Место | И    | В    | Н    | П    | МЗ   | МП   | О    | Бомбардир      | Кубок КФС | Источники     |
| ------------------------ | ------------------ | ----- | ---- | ---- | ---- | ---- | ---- | ---- | ---- | -------------- | --------- | ------------- |
| Украинский период        |                    |       |      |      |      |      |      |      |      |                |           |               |
| 2010                     | Чемпионат Крыма    | 2     | 22   | 17   | 2    | 3    | 60   | 17   | 53   | Гудим А. (9)   | 1/2       | [ 5 ] [ 6 ]   |
| 2011                     | Чемпионат Крыма    | 1     | 22   | 16   | 4    | 2    | 75   | 21   | 52   | Мельник И. (8) | 1/4       | [ 7 ] [ 8 ]   |
| 2012                     | Чемпионат Крыма    | 1     | 22   | 18   | 1    | 3    | 85   | 15   | 55   |                | Финал     | [ 9 ] [ 10 ]  |
| 2013                     | Чемпионат Крыма    | 1     | 18   | 17   | 0    | 1    | 73   | 14   | 51   |                | Победа    | [ 11 ] [ 12 ] |
| Российский период        |                    |       |      |      |      |      |      |      |      |                |           |               |
| 2014                     | Чемпионат Крыма    | 1     | 24   | 21   | 1    | 2    | 99   | 12   | 64   |                | Победа    | [ 13 ] [ 14 ] |
| 2015                     | Всекрымский турнир | 2     | 10   | 7    | 1    | 2    | 34   | 14   | 22   |                | Финал     | [ 15 ] [ 16 ] |
| Крымский футбольный союз |                    |       |      |      |      |      |      |      |      |                |           |               |
| 2015/16                  | Откр. Чемпионат РК | 2     | 24   | 18   | 4    | 2    | 76   | 12   | 58   | Серый С (8)    | 1/8       | [ 17 ]        |
| 2016/17                  | Откр. Чемпионат РК | 1     | 23   | 21   | 2    | 0    | 70   | 11   | 65   | Бредун Евгений | 1/8       | [ 18 ]        |
| 2017/18                  | Откр. Чемпионат РК | 2     | 24   | 18   | 5    | 1    | 60   | 21   | 59   | Грачев Д (20)  | 1/8       | [ 19 ]        |
| 2018/19                  | Премьер-Лига КФС   | 8     | 28   | 5    | 6    | 17   | 23   | 47   | 21   | Баринов Михаил | Финал     |               |

## Примечание
1. ↑  "Гвардеец" сменил прописку. Дата обращения: 19 августа 2018. Архивировано 19 августа 2018 года.
2. 1 2  Финал чемпионата Украины среди любителей. Представление группы А
3. 1 2 3 4  ФК «Гвардеец» 2010 года Архивная копия от 19 июля 2013 на Wayback Machine/
4. 1 2 3 4 5 6  Смена караула. Дата обращения: 25 января 2018. Архивировано 6 октября 2013 года.
5. ↑  Чемпионат Автономной Республики Крым 2010  Футбол (англ.). footballfacts.ru. Дата обращения: 6 мая 2017. Архивировано 6 марта 2019 года.
6. ↑  Кубок Автономной Республики Крым 2010  Футбол (англ.). footballfacts.ru. Дата обращения: 6 мая 2017. Архивировано 6 марта 2019 года.
7. ↑  Чемпионат Автономной Республики Крым 2011  Футбол (англ.). footballfacts.ru. Дата обращения: 6 мая 2017. Архивировано 6 марта 2019 года.
8. ↑  Кубок Автономной Республики Крым 2011  Футбол (англ.). footballfacts.ru. Дата обращения: 6 мая 2017. Архивировано 6 марта 2019 года.
9. ↑  Чемпионат Автономной Республики Крым 2012  Футбол (англ.). footballfacts.ru. Дата обращения: 6 мая 2017. Архивировано 6 марта 2019 года.
10. ↑  Кубок Автономной Республики Крым 2012  Футбол (англ.). footballfacts.ru. Дата обращения: 6 мая 2017. Архивировано 6 марта 2019 года.
11. ↑  Чемпионат Автономной Республики Крым 2013  Футбол (англ.). footballfacts.ru. Дата обращения: 6 мая 2017. Архивировано 6 марта 2019 года.
12. ↑  Кубок Автономной Республики Крым 2013  Футбол (англ.). footballfacts.ru. Дата обращения: 6 мая 2017. Архивировано 6 марта 2019 года.
13. ↑  Чемпионат Республики Крым 2014  Футбол (англ.). footballfacts.ru. Дата обращения: 6 мая 2017. Архивировано 6 марта 2019 года.
14. ↑  Кубок Республики Крым 2014  Футбол (англ.). footballfacts.ru. Дата обращения: 6 мая 2017. Архивировано 6 марта 2019 года.
15. ↑  Чемпионат Республики Крым 2015 Всекрымский турнир Футбол (англ.). footballfacts.ru. Дата обращения: 6 мая 2017. Архивировано 6 марта 2019 года.
16. ↑  Кубок Республики Крым 2015  Футбол (англ.). footballfacts.ru. Дата обращения: 6 мая 2017. Архивировано 6 марта 2019 года.
17. ↑  Чемпионат Республики Крым 2015/16 Открытый чемпионат Футбол (англ.). footballfacts.ru. Дата обращения: 6 мая 2017. Архивировано 19 июня 2019 года.
18. ↑  Чемпионат Республики Крым 2016/17 Открытый чемпионат Футбол (англ.). www.goalstream.org. Дата обращения: 13 июня 2017. Архивировано 19 июня 2019 года.
19. ↑  Сайт турнира Открытый Чемпионат Республики Крым. Goalstream. Дата обращения: 5 июня 2018. Архивировано 6 марта 2019 года.